# Umiivik
Umiivik [uˈmiːvi(k)] (nach alter Rechtschreibung Umîvik) ist eine wüst gefallene grönländische Siedlung im Distrikt Ammassalik in der Kommuneqarfik Sermersooq.

## Lage
Umiivik liegt auf einer kleinen Insel am Attivala Imaa (Nansen Bugt) im Gebiet des Umiiviip Kangertiva (Gyldenløve Fjord).

## Geschichte
Umiivik wurde 1960 von 28 aus Skjoldungen kommenden Personen besiedelt. Einige zogen noch weiter nach Norden und siedelten in Pikiittit. 1962 wurden 22 Bewohner gezählt. Anschließend war der Wohnplatz zwei Jahre verlassen, bevor 1965 wieder rund 19 Personen in Umiivik lebten, die aus drei Familien bestanden. 1967 waren es sogar 50, 1968 aber nur noch 21. 1960 wurden 900 Robben und ein Eisbär gefangen und 1967 rund 600 Robben und fünf Eisbären. Vermutlich wegen der Abgelegenheit wurde der größte Teil des Fangs zum Eigenverbrauch genutzt und nicht verkauft. 1971 wurden Pikiittit und Umiivik aufgegeben, während in Skjoldungen schon seit 1964 niemand mehr lebte.